# Coca de anís

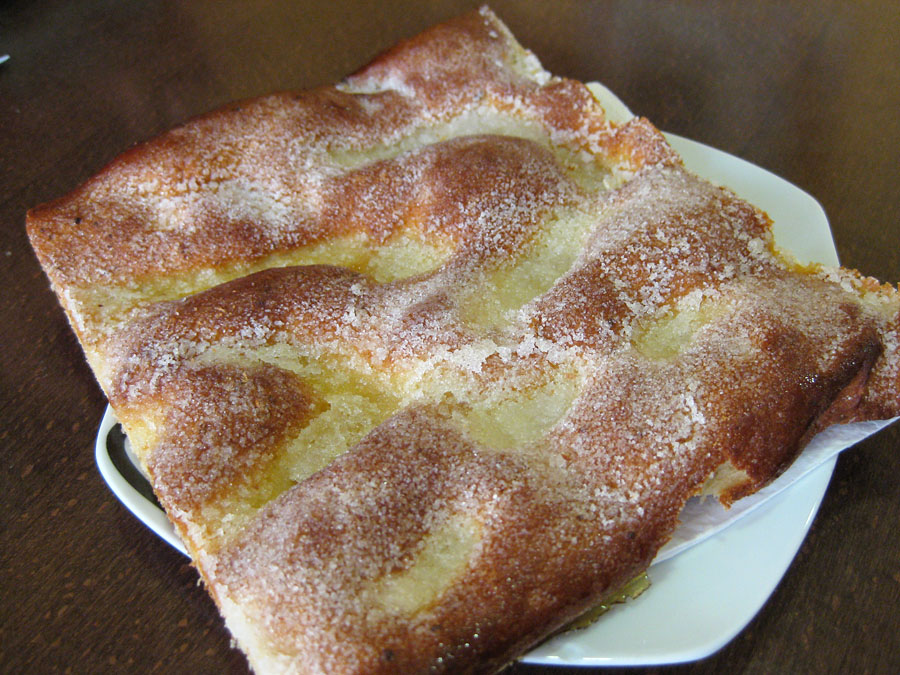
Coca de anís de Altafulla.

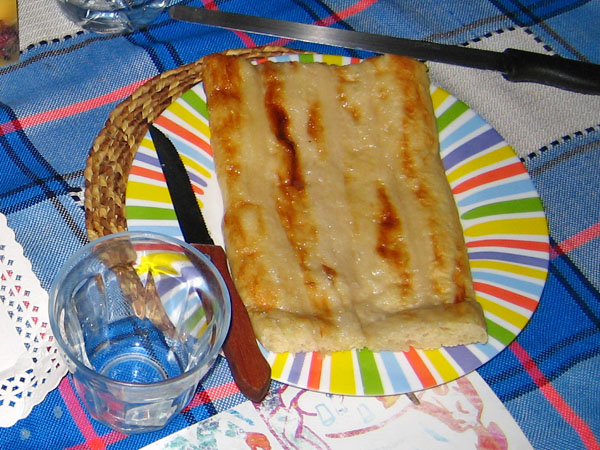
Una porción de coca de anís en Vich (Osona).

La coca de anís es una coca fina, plana y larga, de masa mantecosa y rellena de anís y azúcar. Se espolvorea con más azúcar. Es típica del centro de Cataluña, en comarcas como Osona.